# Etawah
Etawah es una ciudad de la India, a la orilla del río Yamuna en el estado de Uttar Pradesh, capital del distrito de Etawah. Es municipio desde de 1864. La población en el censo de 2011 era de 256838 habitantes (1881: 34.721; 1901: 42.570).